# Kiely Williams
Kiely Alexis Williams (ur. 9 lipca 1986 w Aleksandrii w stanie Wirginia) – amerykańska aktorka filmowa i tancerka. Wokalistka w zespołach Cheetah Girls i 3LW.

## Filmografia
- 2008 – Króliczek jako Lily
- 2008 – Dziewczyny Cheetah 3 jako Aquanette "Aqua" Walker
- 2006 – The Tonight Show with Jay Leno
- 2006 – Dziewczyny Cheetah 2 jako Aquanette "Aqua" Walker
- 2005 – Walt Disney World Christmas Day Parade
- 2003 – The Cheetah Girls Sitcom jako Aquanette "Aqua" Walker
- 2003 – Dziewczyny Cheetah jako Aquanette "Aqua" Walker
- 2002 – The Nick Cannon Show
- 2001 – Taina
- 2001 – The Making of Jimmy Neutron